# Македонія (Греція)
Македонія (грец. Μακεδονία) — історична область у північній частині Греції, яка становить більш ніж 25,9 % території сучасної грецької держави. Грецька Македонія займає приблизно 52,4 % площі історичної Македонії та близько 52,9 % її населення.
Столицею Македонії є друге за величиною місто Греції, Салоніки (грец. Θεσσαλονίκη, іноді Фессалоніки), населення якого становить 363 987 мешканців (разом з околицями близько 1 млн осіб). Місто розташоване на березі затоки Термаїкос (Середземне море), засноване приблизно у 315 до н. е. царем античного Македонського царства Кассандром на честь своєї дружини Фессалоніки, сестри Александра Великого. З 1430 до 1912 Салоніки входили до складу Османської імперії, а після Першої Балканської війни 26 жовтня 1912 року ввійшли до складу незалежної Греції.

## Історія
Докладніше у статтях: Стародавня Македонія, Класична Греція, Елліністична Греція, Візантійська імперія, Історія сучасної Греції, Македонське питання, Суперечка щодо назви Македонії
Давня країна Македонія у 20 столітті була поділена між Сербією, Болгарією, Грецією після Балканських воєн 1912—1913 рр.

Верґінська зірка, символ грецької Македонії
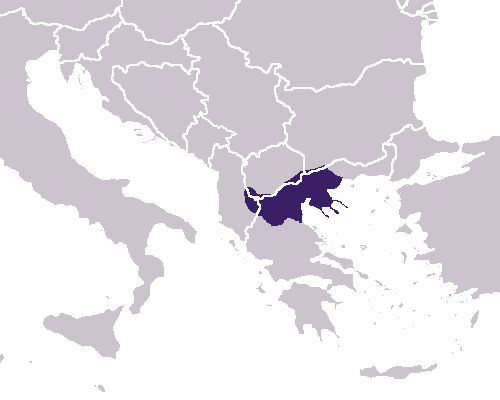
Стародавня Македонія
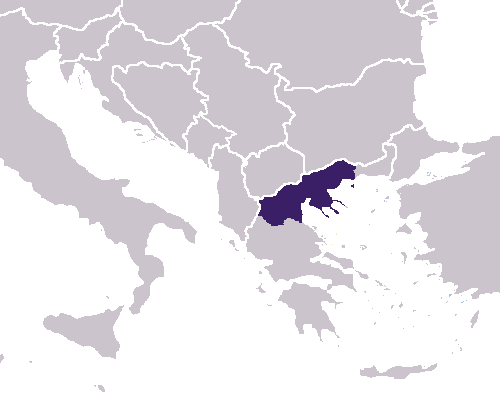
Сучасна грецька Македонія

## Географія
Грецька Македонія межує на заході з Албанією та Епіром, на півночі з Північною Македонією і Болгарією, на півдні — з Фессалією. На сході межує з грецьким регіоном Фракією. Територію Македонії перетинають долини річок Аліакмон, Аксіос, Нестос та Стримонас, які впадають в Егейське море. Загальна площа регіону становить 34 177 км².
Рельєф головним чином гористий (південні відроги гір Пірин і Родопи). Найвищою точкою Македонії є розташована на кордоні з Фессалією гора Олімп, що піднімається на висоту 2 918 м над рівнем моря. Ґрунти коричневі, буро-коричневі, бурі гірсько-лісові, часто еродовані.
У родючих долинах вирощують зернові, маслини, виноград, тютюн, розводять домашню худобу.

## Населення
Переважну більшість населення становлять етнічні греки, що сповідують православну віру. До етнічних меншин належать влахи, болгари та македонці.
Перелік міст Македонії за кількістю мешканців:
|    | Назва міста        | Мовою оригіналу          | Населення (2006) |  |
| -- | ------------------ | ------------------------ | ---------------- |  |
| 1  | Салоніки (столиця) | Θεσσαλονίκη (Πρωτεύουσα) | 363,987          |  |
| 2  | Кавала             | Καβάλα                   | 63 774           |  |
| 3  | Катеріні           | Κατερίνη                 | 56 434           |  |
| 4  | Серрес             | Σέρρες                   | 56 145           |  |
| 5  | Драма              | Δράμα                    | 55 632           |  |
| 6  | Козані             | Κοζάνη                   | 49 812           |  |
| 7  | Верія              | Βέροια                   | 47 411           |  |
| 8  | Птолемаїда         | Πτολεμαΐδα               | 36 393           |  |
| 9  | Янниця             | Γιαννιτσά                | 31 442           |  |
| 10 | Едеса              | Έδεσσα                   | 25 619           |  |

## Адміністративний устрій
Адміністративно поділяється на 3 адміністративні округи. Округи поділяються на номи (всього 13) та 1 автономний регіон — чернечу республіку гора Афон.
Перелік периферій та номів Греції, розташованих в області Македонія:
Периферія Західна Македонія:
- 1. Касторія
- 2. Флорина
- 3. Козані
- 4. Гревена (ном)

Периферія Центральна Македонія:
- 5. Пелла
- 6. Іматія
- 7. Пієрія
- 8. Кілкіс
- 9. Салоніки
- 10. Халкідіки
- 11. Серрес

Периферія Східна Македонія та Фракія:
- 12. Драма
- 13. Кавала

Автономний регіон
- у номі Айон-Орос монастирська республіка Афон.

## Виноградарство
Виноград в Македонії вирощують понад 3 тисячоліття. Основні сорти:
- столові — Мускат гамбурзький, Карабурну;
- винні — Мальвазія, Мавро Науссіс, Мускат червоний.

В Македонії виробляють лише червоні вина, які характеризуються високою кислотністю. Широко відомі вина Наусса і Рапсані.

## Галерея

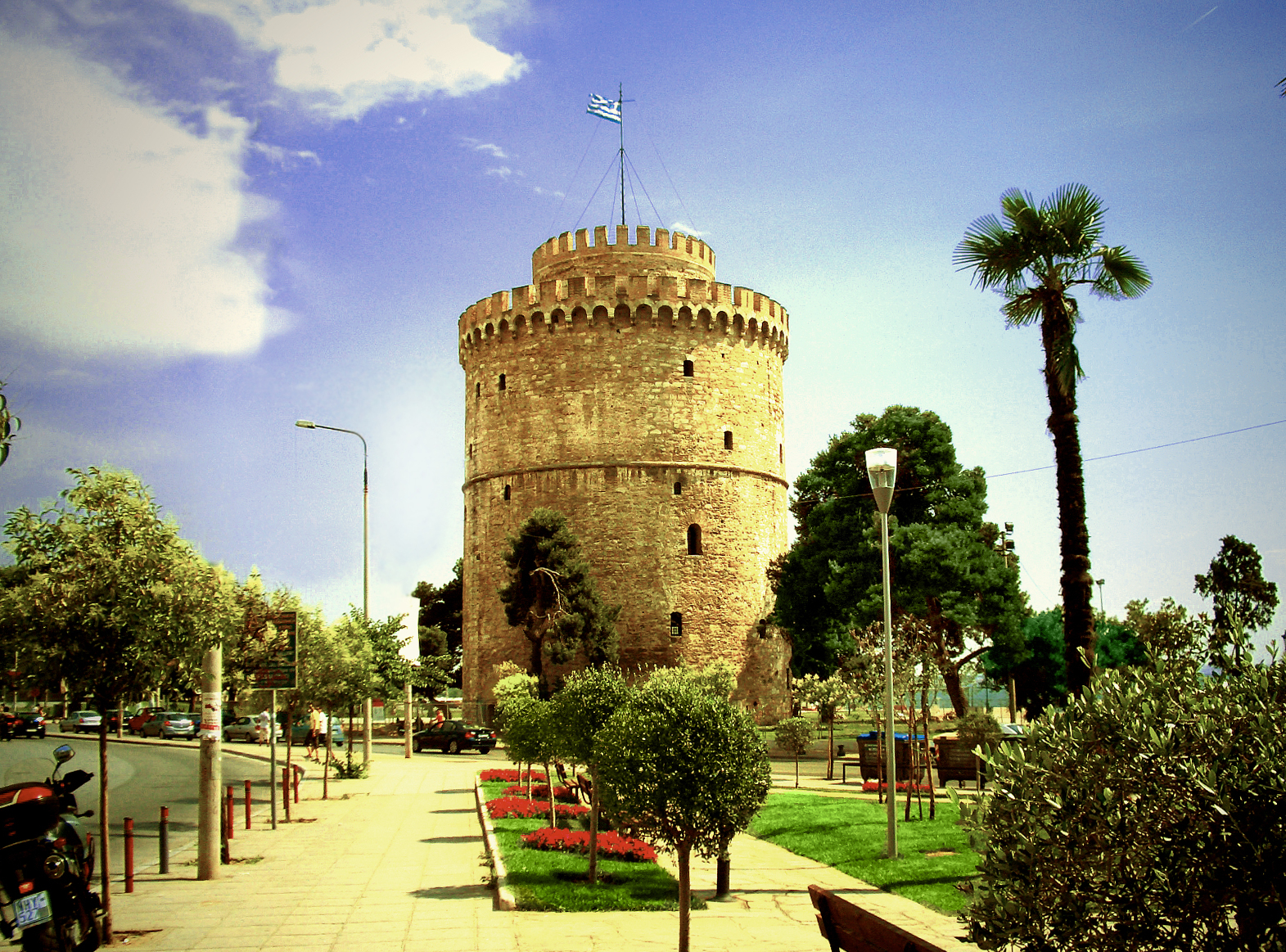
Біла Вежа, символ міста Салоніки
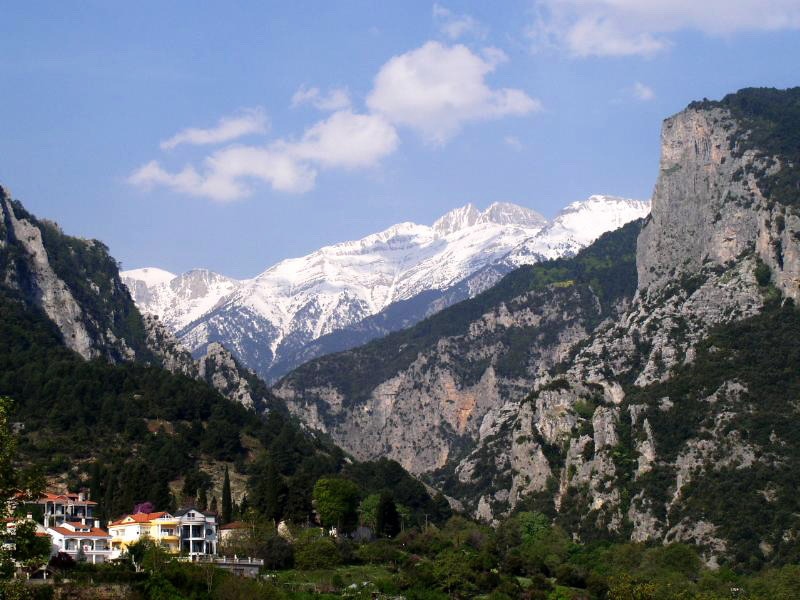
Гора Олімп, вид із селища Літохорон
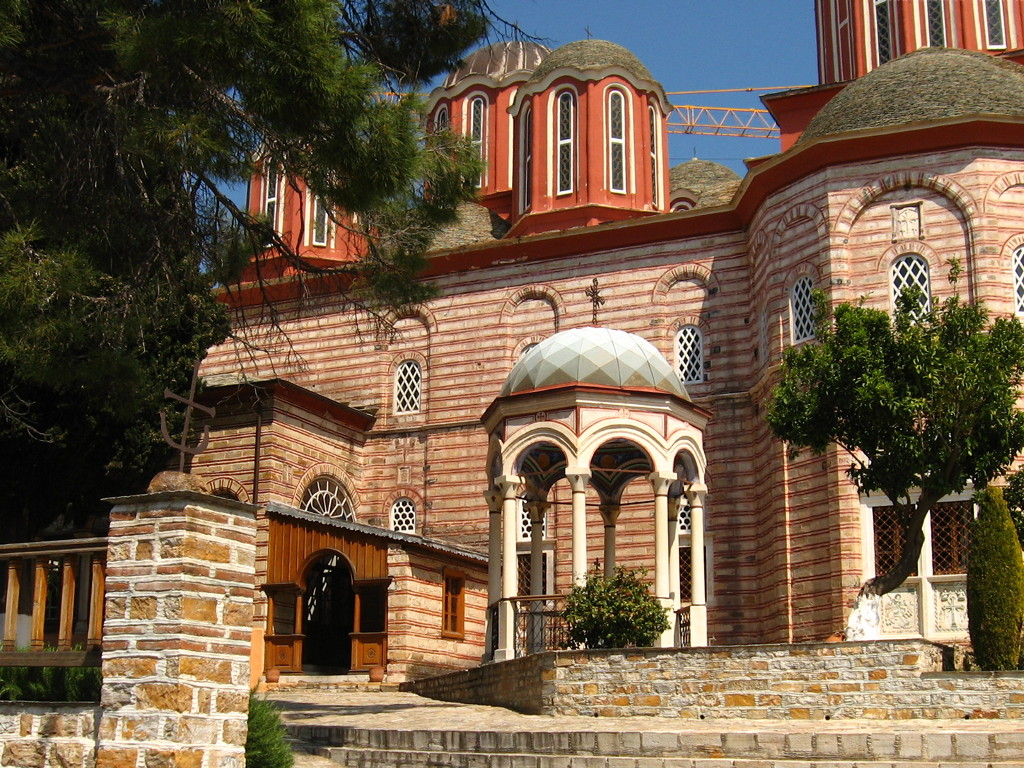
Монастир Ксенофонт, Афон, півострів Айон-Орос